# Palais des Congrès et des expositions (métro de Nanning)
Palais des Congrès et des expositions (chinois : 会展中心站 / pinyin : Huìzhǎn zhōngxīn zhàn / zhuang : Camh Veicanj Cunghsinh / anglais officiel : Convention & Exhibition Center) est une station de la ligne 1 du métro de Nanning. Elle est située de part et d'autre du boulevard Minzu dadao et de la rue des Expositions (会展路 Huìzhǎn lù), dans le district de Qingxiu de la ville de Nanning, en Chine.
Ouverte en 2016, elle dessert notamment le Palais des Congrès et Expositions de Nanning.

## Situation sur le réseau

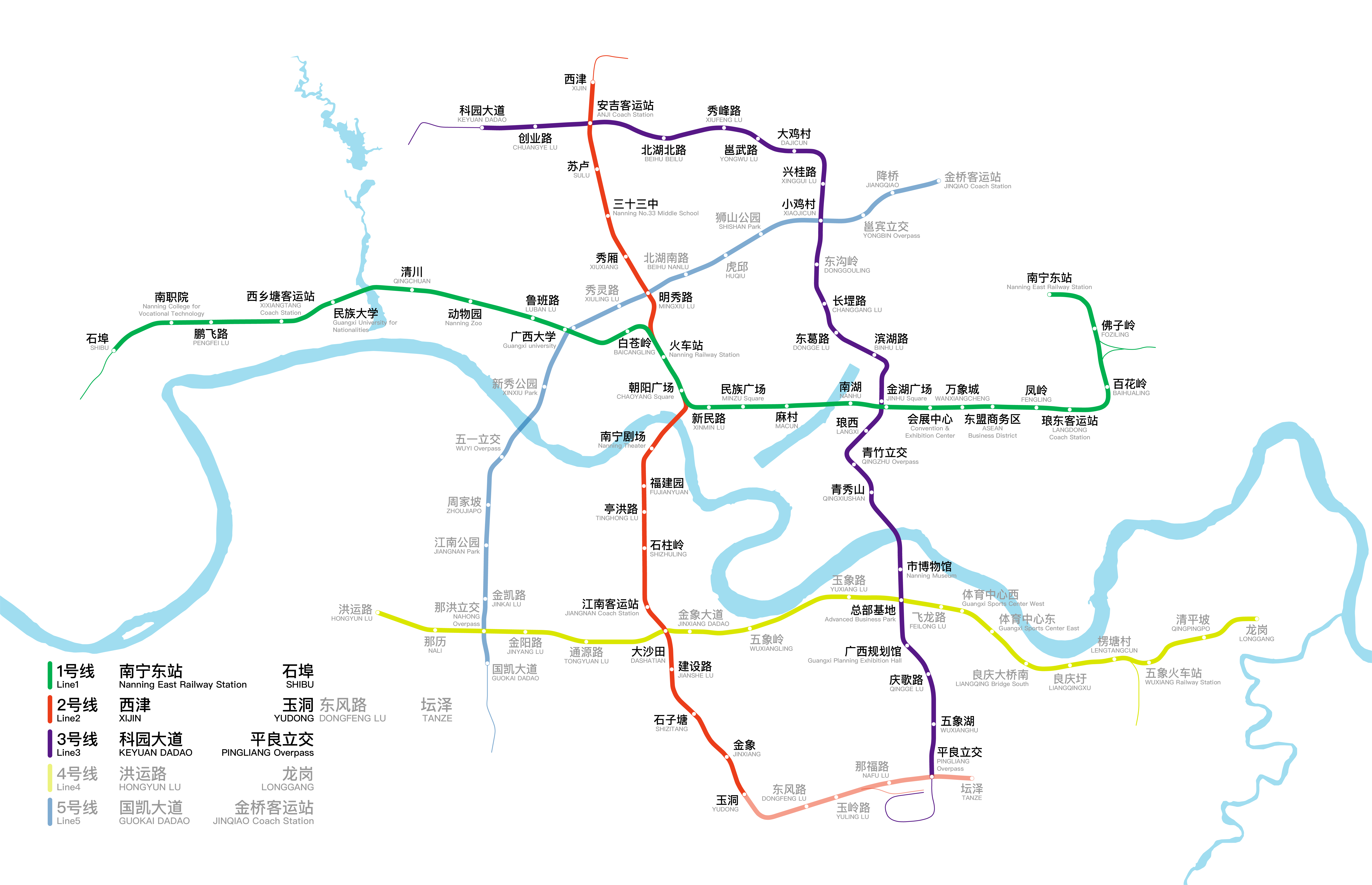
Plan du métro.

Établie en souterrain, Palais des Congrès et des expositions est située sur la ligne 1 du métro de Nanning, entre la station Place Jinhu (zh), en direction du terminus ouest Shibu, et la station Wanxiangcheng, en direction du terminus est Gare de Nanning-est (zh).

## Histoire
La construction de la ligne débute le 15 décembre 2012. Le 30 janvier 2015, les dix premières stations sont terminées. Les premiers tests sans passagers ont lieu en février 2016. Les vérifications continuent les 16 et 29 mai de la même année.
La station Palais des Congrès et des expositions est mise en service le 28 juin 2016, lors de l'ouverture à l'exploitation de la première section de la ligne 1 du métro de Nanning, entre les stations Nanhu et Gare de Nanning-est (zh),.

## Services aux voyageurs

### Accès et accueil
La station est accessible tous les jours, par quatre entrées différentes, de part et d'autre du boulevard Minzu Dadao et de la rue des Expositions. La sortie B comprend un ascenseur pour les personnes handicapées.

Entrées
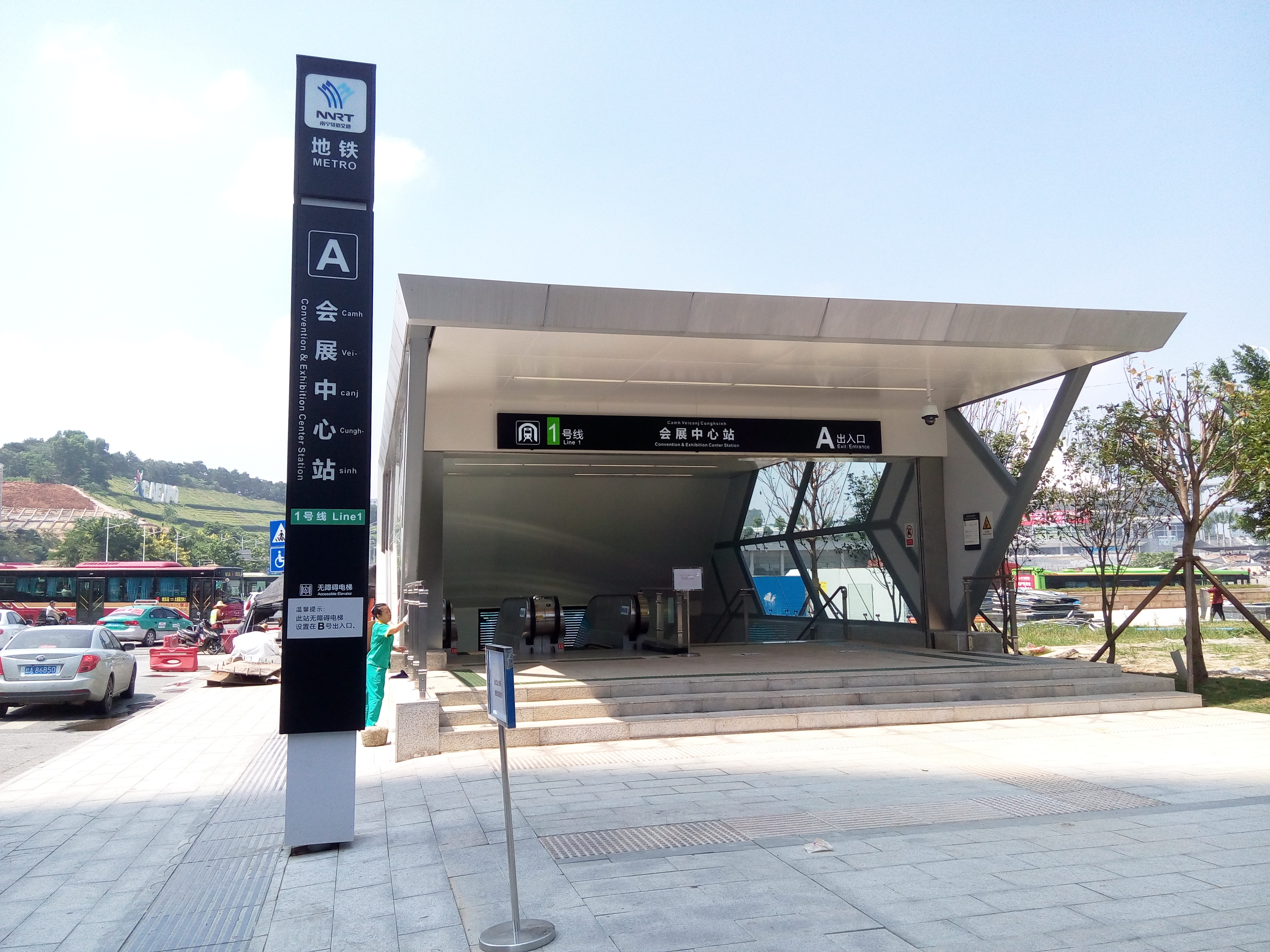
A.
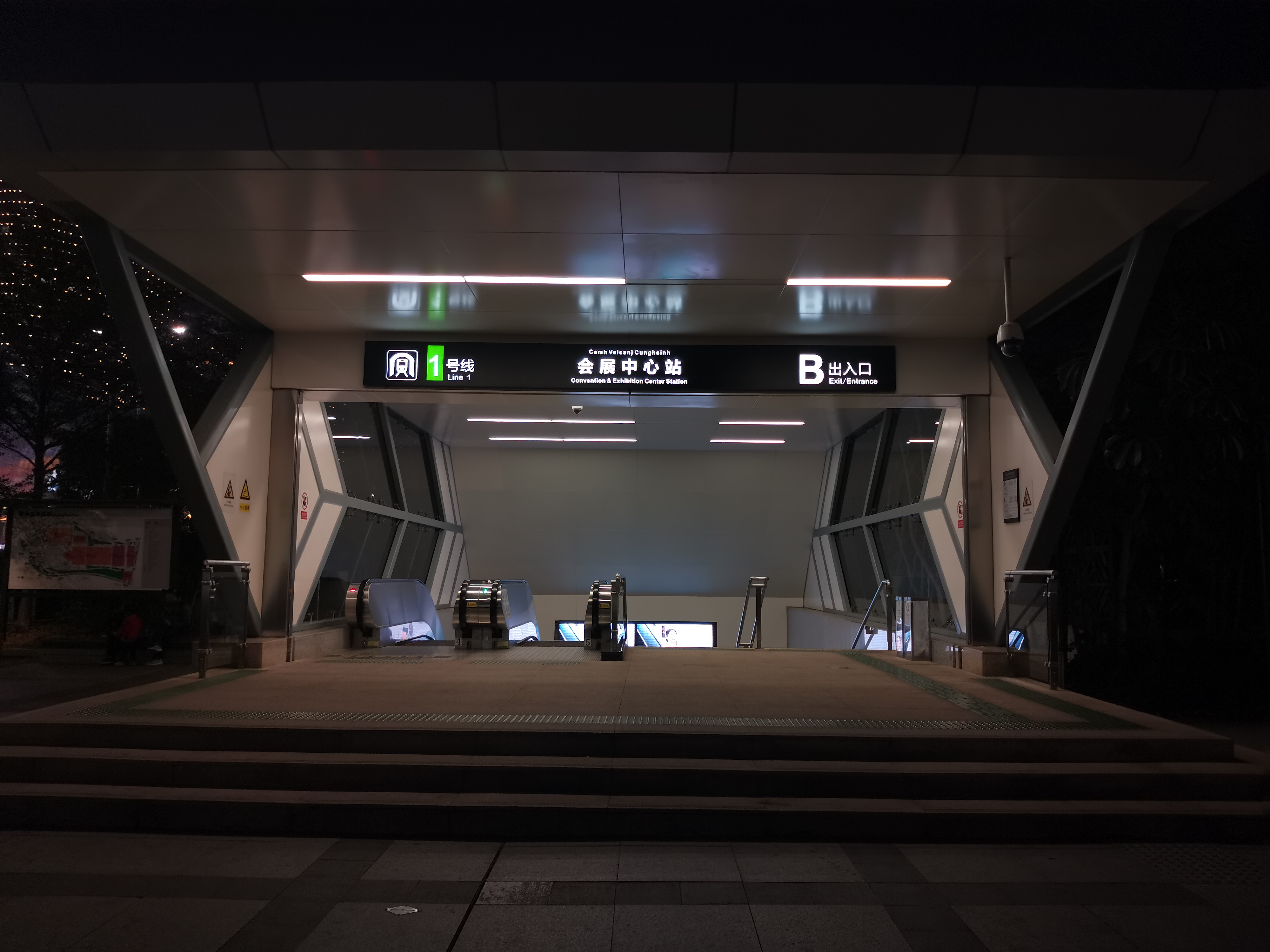
B.
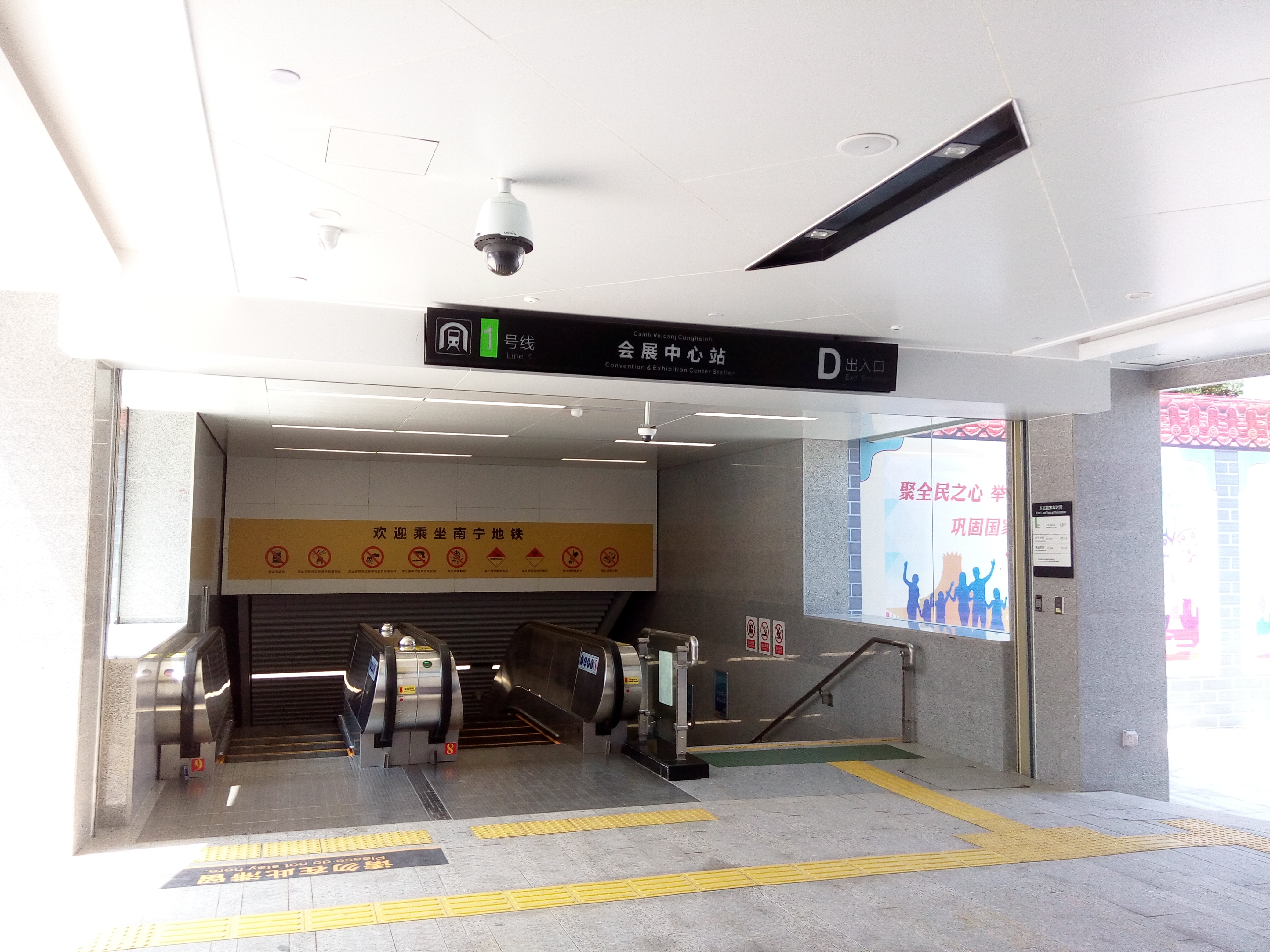
D.

Station souterraine, elle dispose de trois niveaux :
| Niveau 0   | Entrées et sorties                                           | Entrées et sorties                                         |
| Sous-sol 1 | Salle d'accueil                                              | Service à la clientèle, boutiques et guichet libre-service |
| Sous-sol 2 |                                                              | Ligne 1 Voie 1 : En direction de Shibu                     |
| Sous-sol 2 | Quai central                                                 |                                                            |
| Sous-sol 2 | Ligne 1 Voie 2 : En direction de la Gare de Nanning-est (zh) |                                                            |

### Desserte
De 7h30 à 9h00 et de 17h30 à 19h30, les rames desservent la station toutes les cinq minutes, tandis que la desserte est toutes les sept minutes le reste de la journée. Pendant la fin de semaine et lors des jours fériés, la fréquence des dessertes est toutes les six minutes (12h00 à 23h00) et huit minutes le reste du temps. Les premiers et derniers passages en direction de Shibu sont à 6h30 et 23h14, tandis que ceux en direction de la gare de Nanning est sont à 6h55 et 22h39.

Installations et desserte
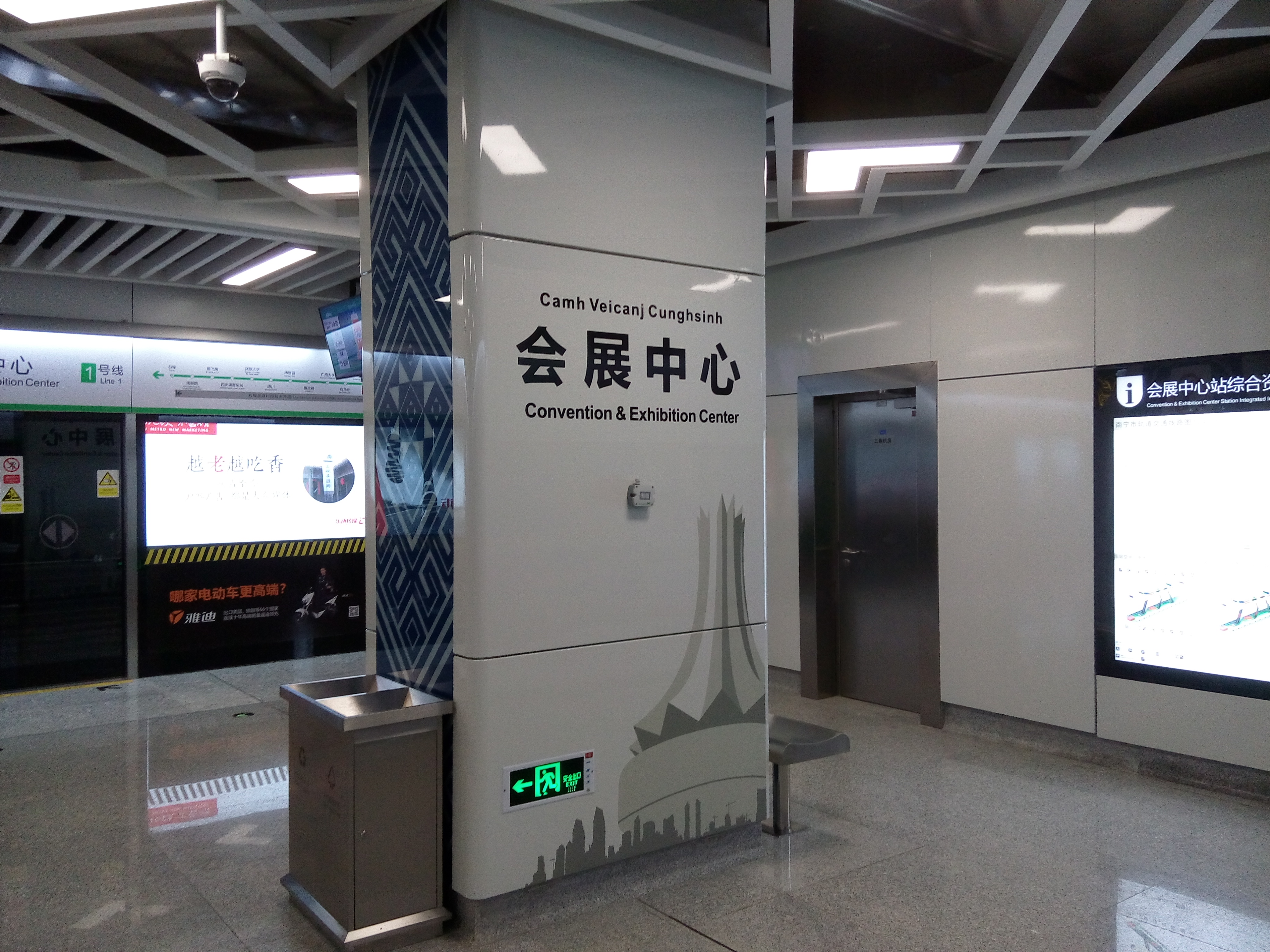
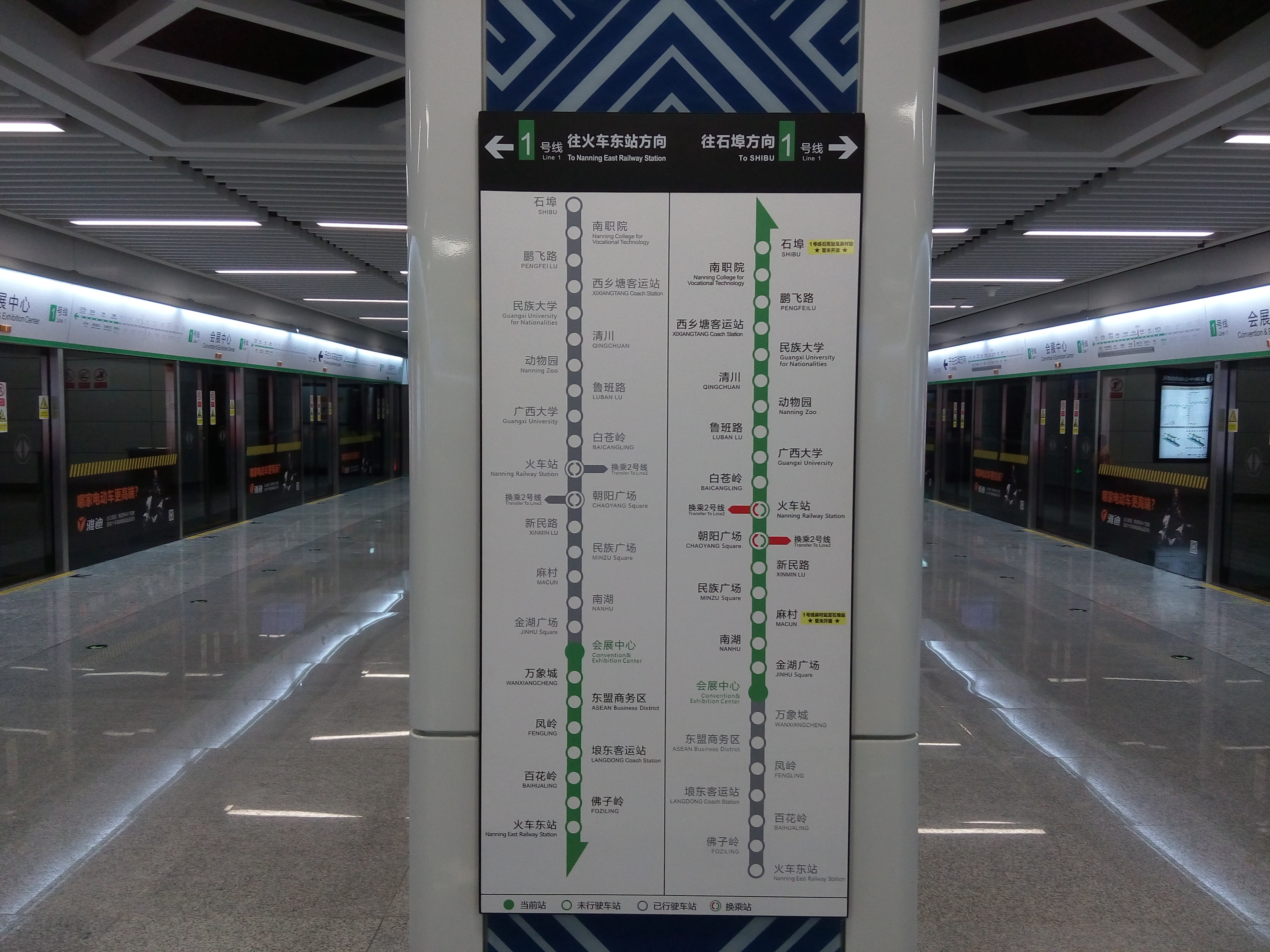
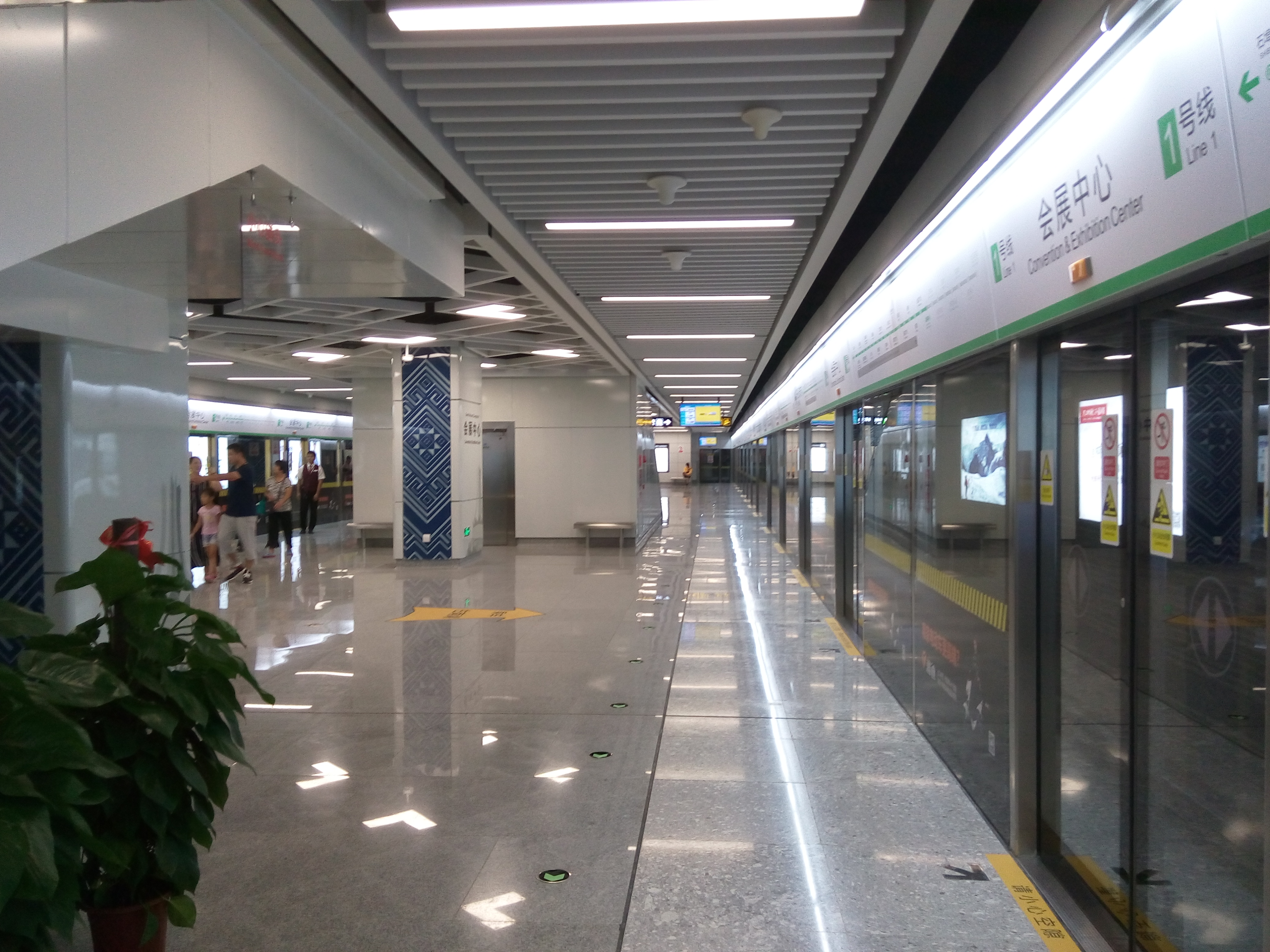

### Intermodalité
La station est desservie par les autobus 6, 16, 39, 43, 47, 56, 72, 76, 79, 90, 206, 213, 603, 609, 701, 704, 706 et G1 du réseau d'autobus de Nanning. On retrouve un stationnement pour bicyclettes à l'intersection de Minzu et des Expositions, ainsi qu'à trois autres emplacements à proximité.

## À proximité
| Numéro                                         | Destinations proches |
| ---------------------------------------------- | --- |
| Sortie A                                       | Centre communautaire municipal de Nanning (南宁市人民会堂), Parquet populaire du Guangxi (广西人民检察院), Grand Hôtel Honglin (红林大酒店)                                                      |
| Sortie B                                       | Palais des Congrès et Expositions de Nanning (往南宁国际会展中心方向) |
| Sortie C                                       | Édifice principal et bâtiments résidentiels du district résidentiel du Bureau national des impôts à Fengling (国税局凤岭住宅小区综合楼和住宅楼), Centre des actualités du Guangxi (广西新闻中心) |
| Sortie D                                       | Ville internationale de Hangyang (航洋国际城) |
| Légende： Ascenseur pour personnes handicapées | |